# Mimophobetron pyropsalis
Mimophobetron pyropsalis là một loài bướm đêm trong họ Crambidae.